# 瑟伯雷尼鄉
44°30′N 25°53′E / 44.500°N 25.883°E
瑟伯雷尼鄉（羅馬尼亞語：Săbăreni, Giurgiu），是羅馬尼亞的鄉份，位於該國南部，由久爾久縣負責管轄，面積23平方公里，海拔高度100米，2007年人口2,565，人口密度每平方公里112人。